# Ivan Kamberipa
Ivan Kamberipa (ur. 3 lutego 1994 w Windhuku) – namibijski piłkarz grający na pozycji lewego obrońcy. Od 2021 jest zawodnikiem klubu Masitaoka FC.

## Kariera klubowa
Swoją karierę piłkarską Kamberipa rozpoczął w klubie Rebels FC. Zadebiutował w nim w sezonie 2012/2013. W 2015 przeszedł do African Stars FC. W sezonie 2017/2018 sięgnął z nim po dublet - mistrzostwo i Puchar Namibii, a w sezonie 2018/2019 wywalczył wicemistrzostwo tego kraju. W 2021 przeszedł do botswańskiego klubu Masitaoka FC.

## Kariera reprezentacyjna
W reprezentacji Namibii Kamberipa zadebiutował 28 maja 2019 w przegranym 1:2 meczu Pucharu COSAFA 2019 z Malawi, rozegranym w Umlazi. W 2019 roku powołano go do kadry na Puchar Narodów Afryki 2019. Nie zagrał w nim w żadnym meczu.
W 2024 roku Kamberipa został powołany do kadry na Puchar Narodów Afryki 2023. Wystąpił w nim w dwóch meczach: grupowym z Mali (0:0) i 1/8 finału z Angolą (0:3).